# Увеа (Новая Каледония)
Увеа (фр. Ouvéa) — остров в группе Луайоте в Тихом океане. Входит в состав Новой Каледонии. Административно является частью коммуны Увеа провинции Луайоте.

## География

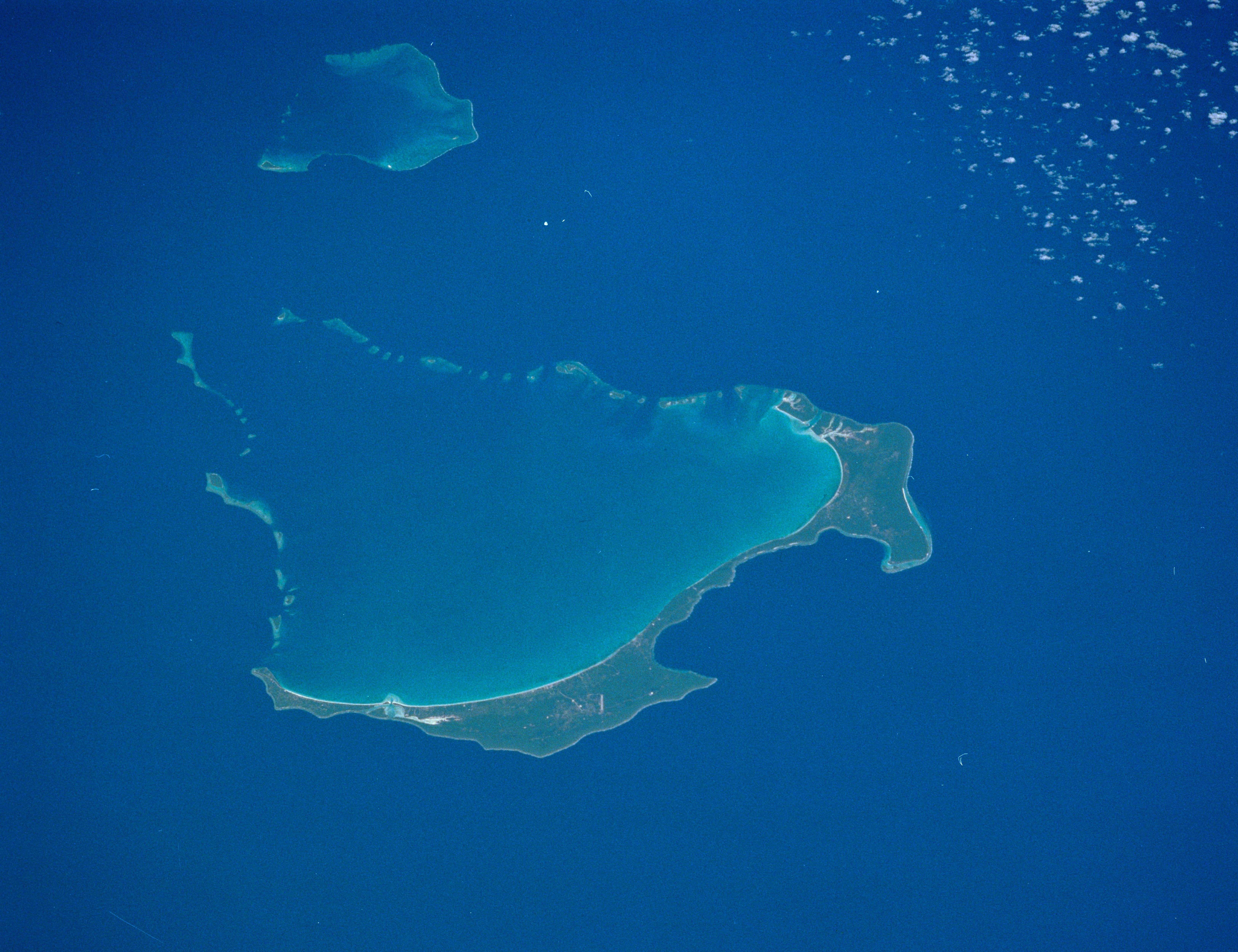
Космический снимок острова.

Увеа представляет собой атолл, по форме напоминающий полумесяц. Длина острова составляет около 50 км, ширина — 7 км. Расположен к северо-востоку от острова Новая Каледония. Увеа состоит из двух больших известняковых островков, соединённых перешейком, и двух маленьких островков, расположенных к югу. Общая площадь суши Увеа составляет 132,1 км².
В центральной части острова расположена лагуна, в западной части которой находится цепь длиной 35 км из 21 островка, или моту, которые носят название Плеяды (фр. Pléiades).
Средняя годовая температура на Увеа составляет 24 °C. Самый прохладный сезон длится с апреля по сентябрь.

## Население
В 2009 году численность населения Увеа составляла 3392 человек, большинство из которых составляли меланезийцы. Заселение острова произошло в результате миграции меланезийцев и полинезийцев, при этом влияние полинезийцев на Увеа более ощутимо, чем на соседних островах Маре и Лифу. Например, в XVIII веке на острове поселились выходцы с острова Уоллис (Острова Уоллис и Футуна), которые также называли свой остров Увеа.
Административно Увеа разделён на три округа: Сент-Джозеф (Saint-Joseph), Фаяоуэ (Fayaoué) и Моули (Mouli). Две территории, Такеджи (Takedji) и Госсанах (Gossanah), являются самоуправляемыми: ими управляют отдельные вожди. Административный центр — деревня Фаяоуэ.
На Увеа два местных языка: язык иааи (язык канаков) и фага-увеа (полинезийский язык).

## Экономика
Основное занятие жителей — рыболовство, производство копры.